# Чаплыгин, Дмитрий Харитонович
Дми́трий Харито́нович Чаплы́гин (23 октября 1918 года — 24 ноября 1999 года) — советский военный деятель, генерал-майор Советской армии, участник Великой Отечественной войны. Герой Социалистического Труда (1969), лауреат Государственной премии СССР.

## Биография
Родился 23 октября 1918 года в селе Байтык-Павловка (ныне — в составе города Бишкек, Кыргызстан) в крестьянской семье. Русский.
Окончил среднюю школу, два курса сельскохозяйственного техникума в 1938 году.
В 1938 году призван в РККА Фрунзенским районным военкоматом Ошской области (Киргизская ССР). В 1940 году окончил Казанское пехотное училище. С декабря 1940 года служил в Казанском танковом училище, был старшим адъютантом батальона курсантов, с июля 1941 года — начальник строевого отдела училища. В 1943 году окончил Ленинградскую высшую школу РККА.
С августа 1943 года старший лейтенант Чаплыгин — на фронтах Великой Отечественной войны. Всю войну прошёл в должности офицера связи 4-го гвардейского Кантемировского танкового корпуса на Воронежском (август-сентябрь 1943 года) и 1-м Украинском (декабрь 1943 года — май 1945 года) фронтах.
Участвовал в битве на Курской дуге, Житомирско-Бердичевской, Ровно-Луцкой, Проскуровско-Черновицкой, Львовско-Сандомирской, Восточно-Карпатской, Висло-Одерской, Нижне-Силезской, Берлинской и Пражской операций.
На фронте проявил себя отважным и умелым офицером. В самой сложной обстановке всегда своевременно прибывал в части на поле боя, доставляя боевые приказы командирам. Много раз пробирался в далеко вырвавшиеся вперёд или даже в окружённые врагом передовые части. Неоднократно принимал командование вместо выбывших из строя командиров подразделений. Четыре раза в годы войны боевыми орденами.
Из наградного листа (Орден Отечественной войны I степени):

Товарищ Чаплыгин находясь на КП командира корпуса, подвергаясь смертельной опасности, обеспечивал выполнение приказа командира корпуса по взаимодействию частей и поддержании непрерывной связи с частями

После войны продолжил службу в Советской Армии. С ноября 1945 года служил в 5-й гвардейской механизированной армии Белорусского военного округа — старший офицер оперативного отдела штаба армии, с октября 1947 года — командир отдельного мотоциклетного батальона армии.
В 1955 году окончил Военную академию бронетанковых и механизированных войск Советской Армии имени И. В. Сталина. С 1955 года — заместитель командира и командир танкового полка, заместитель командира танковой дивизии.
В августе 1962 года окончил Высшие академические курсы при Военной артиллерийской инженерной академии имени Ф. Э. Дзержинского и направлен для дальнейшего прохождения службы в РВСН. Сначала служил заместителем начальника полигона «Байконур» по общим вопросам и боевому применению.
С 1964 года — командир 13-й ракетной дивизии. На момент назначения на должность дивизия ещё не существовала, а место её дислокации представляло собой открытую степь. Кроме того, дивизии подлежало освоить в эксплуатации новейшие стратегические ракетные комплексы. Ценой упорнейшей работы и грамотной организации боевой подготовки задание было выполнено — в ноябре 1966 года первый полк дивизии заступил на боевое дежурство, а через год к несению боевой службы приступила вся дивизия. В 1968 году дивизия была награждена орденом Красного Знамени.
В 1967 году Чаплыгину было присвоено воинское звание «генерал-майор».
Указом Президиума Верховного Совета СССР от 29 августа 1969 года за высокие достижения в боевой подготовке и за успешное освоение новейшей боевой техники генерал-майору Чаплыгину Дмитрию Харитоновичу было присвоено звание Героя Социалистического Труда.
С 1970 года — заместитель командующего ракетной армией по боевой подготовке. С 1973 года — начальник штаба — первый заместитель командира 153-го Главного истыпательного центра испытаний и управления космическими средствами РВСН (известен как космический командно-измерительный комплекс). В ноябре 1976 года ушёл в запас. Жил в Москве.
Скончался 24 ноября 1999 года. Похоронен на Троекуровском кладбище.

## Награды
- Медаль «Серп и Молот»
- Орден Ленина
- Орден Почёта (18 декабря 1998 года) — за заслуги перед государством и большой вклад в военно-патриотическое воспитание молодежи[3]
- Орден Красного Знамени (1945 год)[4]
- Два Ордена Отечественной войны I степени (7 октября 1944 года, 11 марта 1985 года)
- Орден Отечественной войны II степени (22 февраля 1944 года)
- Два Ордена Красной звезды (21 сентября 1943 года, 1953 год)
- Орден «За службу Родине в Вооружённых Силах СССР» III степени (1975 год)
- Благодарность Президента Российской Федерации (22 октября 1998 года) — за заслуги в работе ветеранских организаций, воспитании военнослужащих и подрастающего поколения[5]
- Государственная премия СССР
- другие награды